# Asilus colombiae
Asilus colombiae är en tvåvingeart som beskrevs av Macquart 1838. Asilus colombiae ingår i släktet Asilus och familjen rovflugor. Inga underarter finns listade i Catalogue of Life.